# Златната рибка (филм, 1959)
„Златната рибка“ (на френски: Histoire d'un poisson rouge) е френски късометражен филм от 1959 година, продуциран от известния океанограф и пътешественик Жак-Ив Кусто.

## Сюжет
На фона на бавна, приятна музика и при липсата на всякакъв диалог, едно момче от азиатски произход си купува златна рибка от пазара. Той я отнася в къщи, за да я отглежда като домашен любимец. Слага я в купа с вода, която поставя до клетката на канарчето, което отглежда. Тръгвайки на училище, момчето оставя прозореца отворен. През него се промъква риж уличен котарак. Когато го вижда, рибката изкача от купата и пада на масата. Котката я захапва и я връща в купата с вода, измъквайки се обратно през прозореца точно преди момчето да се е прибрало.

## Награди
- Награда Оскар за най-добър късометражен документален филм от 1960 година.